# Metropolia Bulawayo
Metropolia Bulawayo – jedna z 2 metropolii kościoła rzymskokatolickiego w Zimbabwe. Została ustanowiona 10 czerwca 1994.

## Diecezje
- Archidiecezja Bulawayo
  - Diecezja Gweru
  - Diecezja Hwange
  - Diecezja Masvingo

## Metropolici
- Ernst Heinrich Karlen (1994-1997)
- Pius Alick Mvundla Ncube (1997-2007)
- Alex Thomas Kaliyanil (od 2009)